# 2S3 Akatsiya

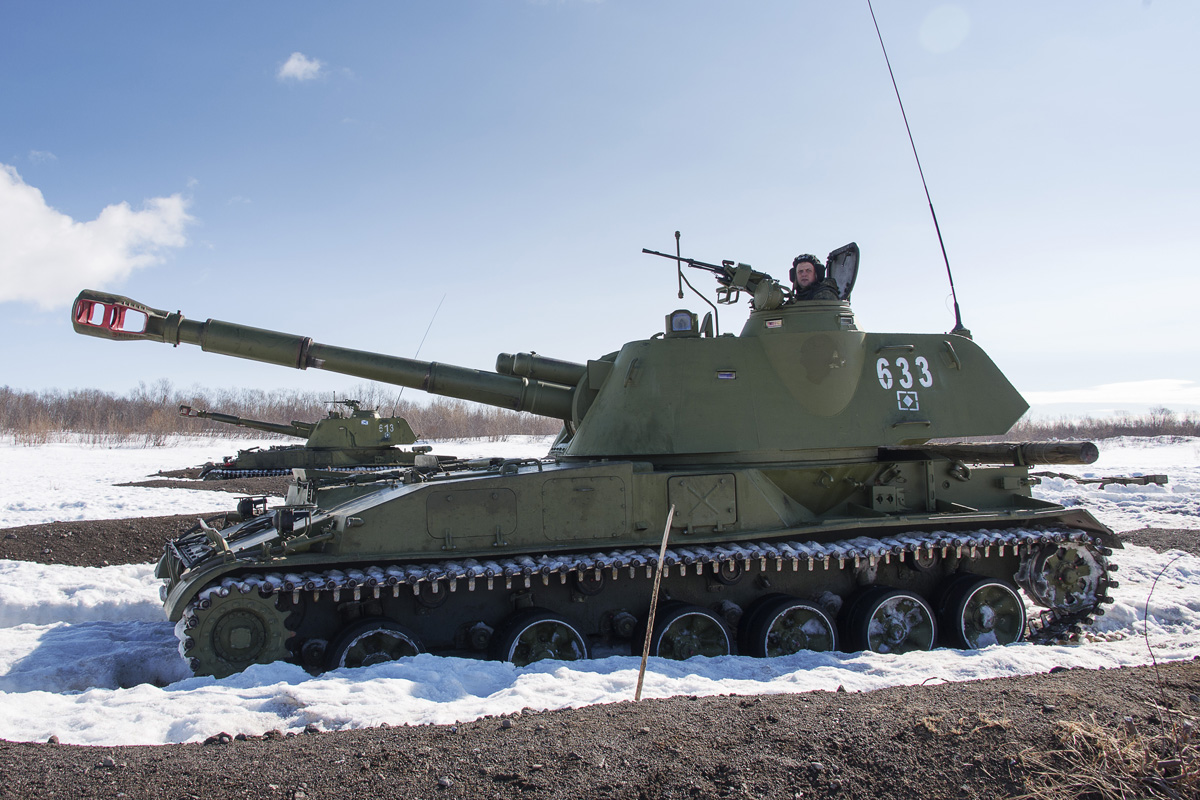
Um SO-152 russo.

O SO-152 (em russo: СО-152) é um tanque de artilharia autopropulsada soviético 152,4 mm desenvolvido em 1968. Foi construído como uma resposta ao desenvolvimento do M109 de 155 mm. Começou a ser projetado em 1967 e foi comissionado como o SO-152 no ano seguinte, sendo posto no serviço ativo a partir de 1971. Sua designação da GRAU é 2S3 (2С3). O veículo de combate também recebeu a designação adicional Akatsiya (Акация), que é russo para Acácia.

## Usuários
- Argélia – 30[3]
- Angola – 48
- Armênia – 28[4]
- Azerbaijão – 16 comprados da Ucrânia,[5] mostrados em 2008.[6]
- Bielorrússia – 168 (sendo modernizado)[7]
- Cuba
- República Democrática do Congo - 10[8]
- Etiópia – 10 comprados da Rússia em 1999
- Geórgia – 32 em 2012
- Cazaquistão – 150
- Líbia – 55 em 1995
- Rússia – 931 no serviço ativo e mais de 1 600 em estoque (2007)[9]
- Síria – 100 em 1995
- Turquemenistão – 16, no serviço ativo em 2016[10]
- Ucrânia – 501
- Uzbequistão – 17
- Vietname – 30

### Ex-operadores
- Bulgária – 20
- Alemanha Oriental – 95
- Hungria – 5 em 1995, dos 18 comprados
- Iraque – 35 (status desconhecido)
- União Soviética – passado para os seus estados sucessores
- Estados Unidos – 7 (4 foram transferidos da Alemanha em 1993, 3 foram transferidos para a Ucrânia em 2000)[11]